# Un caiman anomenat Daisy
Un caiman anomenat Daisy (títol original en anglès: An Alligator Named Daisy) és una pel·lícula britànica dirigida per J. Lee Thompson i estrenada el 1955. Ha estat doblada al català.

## Argument[2]
Peter Weston està promès amb Vanessa Colebrook, filla d'un riquíssim home de negocis. En una travessia amb vaixell, coneix la parella O'Shannon que viatja amb el seu animal de companyia, un caiman anomenat Daisy. Però el marit desapareix, abandonant dona i caiman. Peter Weston ajudarà Moira O'Shannon a ocupar-se de l'animal, un pretext per continuar freqüentant la noia de la qual s'ha enamorat...

## Repartiment
- Donald Sinden: Peter Weston
- Jeannie Carson: Moira O'Shannon
- James Robertson Justice: Sir James Colebrook
- Diana Dors: Vanessa Colebrook
- Roland Culver: el coronel Weston
- Stanley Holloway: El general
- Avice Landone: Madame Weston
- Richard Wattis: Hoskins
- Stephen Boyd: Albert O'Shannon
- Wilfrid Lawson: L'irlandès